# Deflactor
Un deflactor o deflator (del latín dēflatāre 'desinflar, limpiar soplando') es un índice usado para resolver un problema económico relacionado con la sobrestimación de ciertas magnitudes económicas.
Uno de los principales problemas en la economía es evaluar el crecimiento económico, es decir, el valor de los bienes y servicios producidos por una economía a lo largo del tiempo. El principal escollo para medir esto es la distorsión que genera el incremento de los precios y su repercusión sobre el valor de lo producido, conocido como inflación.
Para evaluar el crecimiento real, y no solo de su valor, se utiliza el producto interior bruto real, en el que se consideran solo las variaciones de las cantidades producidas en términos reales. Para ello se hace necesario eliminar el efecto de los precios sobre la economía. Por tanto es necesario el ajuste a través de un deflactor.
Un deflactor es un índice de precios, simple o compuesto, que permite desagregar las series en sus dos componentes de precios y cantidades.

## El deflactor del Producto interno bruto
El ejemplo más útil es el Deflactor del PIB que resulta ser el cociente entre el PIB nominal y el PIB real, expresado en forma de Índice, o la relación entre el valor del PIB del año en curso y el valor del PIB del año base.

{\displaystyle {\mbox{Deflactor de PIB}}=100{\frac {\mbox{PIB nominal}}{\mbox{PIB real}}}}

El deflactor del PIB entonces sirve para medir el crecimiento económico real -no meramenente nominal- de una economía.